# Fédération nationale des agriculteurs multiplicateurs de semences
La  Fédération Nationale des Agriculteurs Multiplicateurs de Semences, ou FNAMS, est une organisation professionnelle agricole spécialisée dans la multiplication des semences créée en 1956. Elle est une des associations spécialisées de la FNSEA. Elle a pour rôle d’élaborer des références agronomiques et économiques en cultures porte-graine, de promouvoir la production de semences française et de défendre les intérêts des agriculteurs multiplicateurs de semences.

## Missions

### Sur le plan syndical
La FNAMS représente les 19 000 agriculteurs multiplicateurs de semences auprès des pouvoirs publics français et européens. À ce titre, ses responsables participent à tous les travaux et rencontres ayant une incidence sur la production de semences et sur le revenu des multiplicateurs.
La FNAMS défend les intérêts des agriculteurs multiplicateurs de semences auprès des organisations professionnelles, des Pouvoirs Publics et des élus et contribue ainsi à améliorer la compétitivité des semences en France.
La FNAMS siège dans les structures nationales (GNIS, CTPS,..) et internationales (COPA à Bruxelles…).
La FNAMS est inscrite depuis 2016 au registre de transparence des représentants d'intérêts auprès de la Commission européenne.
Elle déclare en 2015 pour cette activité  des dépenses d'un montant compris entre 100 000 et 200 000 euros.
La FNAMS fournit à ses adhérents les éléments de formation et d'information leur permettant de conduire l'animation syndicale auprès des producteurs, tant au niveau départemental que régional.

### Sur le plan technique et économique
De l’implantation du porte-graine jusqu’à sa récolte, la FNAMS étudie et met au point les meilleurs itinéraires technico-économiques en vue d’obtenir une semence de qualité et d’améliorer la rentabilité des productions tout en prenant en compte les contraintes réglementaires,.
Elle mène ainsi, pour le compte de l’interprofession des semences, de nombreux travaux de recherche et d’expérimentations sur les techniques de production de semences, plus particulièrement sur les semences des espèces potagères, fourragères et gazon, de betteraves, de céréales et protéagineux,.
Elle élabore des références économiques pour les cultures porte-graines.

## Organisation
La FNAMS représente 46 syndicats départementaux d’agriculteurs multiplicateurs de semences (Sams) répartis dans sept unions régionales ainsi que quatre associations spécialisées dans les productions de semences de chanvre, lin, maïs et oléagineux.
Elle dispose d'un siège social à Paris, d'un centre technique et d'un laboratoire spécialisé près d'Angers ainsi que de six stations d'expérimentation dans les régions.

## Communication
L’animation dans les régions est assurée par des ingénieurs en relation parfois avec des animateurs d’autres organisations professionnelles agricoles départementales (FDSEA, Chambre d’agriculture…).
La FNAMS édite et diffuse une revue professionnelle : "le Bulletin Semences" qui fournit cinq fois par an de très  
nombreuses informations techniques, économiques et réglementaires.

## Controverses

### Semences de ferme
Jusqu'à la loi du 11 juin 1970 sur la protection des obtentions végétales, un agriculteur a la possibilité de produire ses propres semences de ferme à partir de variétés commerciales, tant qu'il ne cherche pas à les commercialiser à son tour. La FNAMS, créée en 1955, mène « un lobbying incessant auprès des pouvoirs publics contre les semences de ferme », et notamment auprès du Groupement national interprofessionnel des semences et plants, et parvient à inscrire dans la loi l'article 3 qui supprime cette possibilité.
En 2011, la législation française a précisé son application et a légalisé la pratique des semences de ferme.
Pour explications détaillées, voir Semence fermière.